# Brachymeles hilong
Brachymeles hilong är en ödleart som beskrevs av  Brown och RABOR 1967. Brachymeles hilong ingår i släktet Brachymeles och familjen skinkar. Inga underarter finns listade.